# شهرستان کرافورد (کانزاس)
شهرستان کرافورد، کانزاس (به انگلیسی: Crawford County, Kansas) یک سکونتگاه مسکونی در ایالات متحده آمریکا است که در کانزاس واقع شده‌است.